# Шавадзе Айше Шалвівна
Айше Шалвівна Шавадзе (1925, село Дідаджара, тепер Хулойський муніципалітет, Аджарія, Грузія — ?) — грузинська радянська діячка, вчителька, директор неповної середньої школи села Гогадзеебі Шуахевського району Аджарської АРСР. Депутат Верховної ради СРСР 5-го скликання.

## Життєпис
У 1944 році закінчила Хулойське жіноче педагогічне училище Аджарської АРСР.
У 1944—1948 роках — студентка факультету географії Батумського державного педагогічного інституту імені Руставелі Аджарської АРСР.
У 1948—1951 роках — вчителька географії і завідувач навчальної частини Дідаджарської неповної середньої (семирічної) школи Хулойського району Аджарської АРСР.
У 1951—1952 роках — 1-й секретар Хулойського районного комітету ЛКСМ Грузії.
У 1952—1953 роках — вчителька географії неповної середньої (семирічної) школи села Тбеті Шуахевського району Аджарської АРСР.
З 1953 року — директор неповної середньої (семирічної) школи села Гогадзеебі Шуахевського району Аджарської АРСР.
Член КПРС з 1954 року.
Подальша доля невідома.